# نيكوريت
نيكوريت Nicorette هو الاسم التجاري لعدد من منتجات معالجة النيكوتين بالإعاضة (NRT) التي تحتوي على النيكوتين"بولاكريلكس". تم تطويره في أواخر السبعينيات في السويد بواسطة "ليو اي بي " على شكل علكة، وكان نيكوريت أول منتج بديل للنيكوتين في السوق.
تشتمل مجموعة المنتجات على أقراص علكة للمضغ، معينات،  ولصقات  من نوعين (شفافة وغير شفافة)، ورذاذ فموي (نيكوريت كويك ميست)، وأجهزة استنشاق، وأقراص تحت اللسان (نيكوريت مايكروتاب )، ورذاذ للأنف.
يتم تصنيع المنتجات من قبل شركة ماكنيل للرعاية الصحية الاستهلاكية، وهي شركة تابعة لشركة جونسون آند جونسون، في هلسينجبورج، السويد ويتم بيعها عالميًا بواسطة جونسون آند جونسون، حتى في الشرق الأوسط ،باستثناء الولايات المتحدة حيث يتم توزيع نيكوريت بواسطة هاليون.
كما تشمل منتجات بدائل النيكوتين ، العلكة و اللاصقات الجلدية المدرجة في قائمة الأدوية الأساسية النموذجية لمنظمة الصحة العالمية.
اسم العلامة التجارية "نيكوريت" يأتي من "النيكوتين" ومن السويدية: ريتي،rette "الطريق الصحيح".

## الاستخدامات الطبية
يشار إلى منتجات نيكوريت للتخفيف من أعراض الانسحاب المرتبطة بالانسحاب من النيكوتين وللمساعدة في الإقلاع عن التدخين. يُقترح استخدام منتجات نيكوريت "بالتزامن مع برنامج الدعم السلوكي".
قبل عام 2005، كانت منتجات النيكوتين في بريطانيا مرخصة فقط "لمساعدة المدخنين الذين كانوا يقومون بمحاولة فورية وكاملة للإقلاع عن التدخين". وبعد نصيحة من مجموعة عمل شكلتها لجنة سلامة الأدوية (لجنة الأدوية البشرية منذ عام 2005)، توصلت الوكالة التنظيمية للأدوية ومنتجات الرعاية الصحية إلى أن منتجات معالجة النيكوتين بالإعاضة يجب أن تستخدم أيضًا من قبل أولئك الذين لا يستطيعون التوقف فجأة عن التدخين.
يشار حاليًا الى منتجات النيكوريت في المملكة المتحدة ل:
- تخفيف الرغبة (الرغبة في التدخين) ،
- تخفيف أعراض الانسحاب (التهيج، ونفاد الصبر، وصعوبة التركيز)،
- تحسين احتمالية نجاح محاولة الإقلاع المفاجئة،
- تقليل الكمية المدخنة لدى أولئك الذين ليس لديهم الدافع الفوري للإقلاع عن التدخين.

المنتجات مخصصة للبالغين والأطفال الذين تزيد أعمارهم عن 12 عامًا بالإضافة إلى النساء الحوامل والمرضعات(وقد تم التوصل إلى أن "استخدام منتجات معالجة النيكوتين بالإعاضة أثناء الحمل لا يثير قلقًا لا داعي له ويجب إزالة أي ضرر ناتج عن استبدال النيكوتين" مقارنة بما يسببه الاستمرار في التدخين، وهو ضرر بالغ على المرأة وطفلها".
يعتبر نيكوريت، مثل جميع منتجات معالجة النيكوتين بالإعاضة الأخرى، أكثر فائدة للمدخنين الشرهين (أكثر من 15 سيجارة يوميًا). لا توجد دراسات كافية لإثبات أن العلاج ببدائل النيكوتين يساعد أولئك الذين يدخنون أقل من 10 سجائر يوميًا.

## موانع الاستعمالات
الموانع التقليدية (سبب عدم الاستخدام) لمنتجات نيكوريت هي فرط الحساسية للنيكوتين. حتى وقت قريب، كانت أمراض القلب والأوعية الدموية تعتبر موانع لاستخدام منتجات العلاج ببدائل النيكوتين. ومع ذلك، في عام 2003، قامت الوكالة الفرنسية لسلامة المنتجات الصحية (AFSSAPS) بإزالة جميع موانع الاستعمال الخاصة بأمراض القلب والأوعية الدموية والدماغية. وفي عام 2005، تبعتها وكالة تنظيم الأدوية ومنتجات الرعاية الصحية في المملكة المتحدة. الأساس المنطقي هو أن فائدة العلاج ببدائل النيكوتين تفوق مخاطر أدوية النيكوتين، حتى لدى المدخنين المصابين بأمراض القلب والأوعية الدموية.
في عام 2013، ذكرت إدارة الغذاء والدواء الأمريكية (FDA) أن موانع استخدام منتجات العلاج ببدائل النيكوتين أثناء التدخين لم تعد صالحة.
وافقت إدارة الغذاء والدواء الأمريكية على وضع العلامات على منتجات نيكوريت مع تحذير فيما يتعلق بالحمل والرضاعة الطبيعية: "يعتقد أن هذا الدواء أكثر أمانًا من التدخين. ومع ذلك، فإن المخاطر التي يتعرض لها طفلك من هذا الدواء ليست معروفة تمامًا". تقترح إدارة الغذاء والدواء الأمريكية عدم استخدام منتجات نيكوريت إذا استمر المريض في التدخين أو استخدام مضغ التبغ أو السعوط أو غيرها من المنتجات التي تحتوي على النيكوتين.
تنصح إدارة الغذاء والدواء الأمريكية باستشارة الطبيب قبل استخدام المنتج إذا كان المريض يعاني من:
- أمراض القلب، أو نوبة قلبية حديثة، أو عدم انتظام ضربات القلب،
- ضغط دم مرتفع،
- يأخذ وصفة طبية لعلاج الاكتئاب أو الربو.

موانع الاستعمال المحددة التي أدرجتها إدارة الغذاء والدواء بأشكال مختلفة تتضمن اتباع نظام غذائي مقيد بالصوديوم، أو قرحة المعدة الناجمة عن مرض السكري (للعلكة  والمعينات)، أو الحساسية تجاه الشريط اللاصق أو مشاكل الجلد (للاصقات).
كما تقترح إدارة الغذاء والدواء الأمريكية إيقاف استخدام منتجات نيكوريت في حالات عدم انتظام ضربات القلب أو خفقان القلب، وأعراض جرعة زائدة من النيكوتين (الغثيان، والتقيؤ، والدوخة، والضعف، وسرعة ضربات القلب) أو احمرار الجلد الناجم عن اللصقة.

## الأشكال

### علكة
تطلق علكة نيكوريت النيكوتين أثناء المضغ. يتم بعد ذلك امتصاص النيكوتين عبر الغشاء المخاطي للفم إلى الدورة الدموية الجهازية. يُنصح المرضى بمضغ العلكة ببطء وبشكل متقطع لتجنب خطر إطلاق الكثير من النيكوتين. ويقترح أيضًا عدم تناول الطعام أو الشراب أثناء المضغ لأن الأطعمة والمشروبات يمكن أن تقلل من امتصاص النيكوتين.
علكة نيكوريت متوفرة بتركيزين: 2 مجم/القطعة و4 مجم/القطعة. تعتمد الجرعات على درجة الاعتماد على النيكوتين: يجب على المدخنين الخفيفين استخدام 2 ملجم من العلكة، ويجب على المدخنين الشرهين (أكثر من 25 سيجارة يوميًا) استخدام 4 ملجم من العلكة. يجب على المرضى مضغ العلكة بمجرد شعورهم بالرغبة. متوسط الجرعة للبالغين هو 9 إلى 12 قطعة في اليوم. تحدد إدارة الغذاء والدواء الحد الأقصى للكمية اليومية البالغة 2 ملغ من العلكة إلى 24 قطعة.
يُقترح استخدام العلكة بعد جدول مدته 12 أسبوعًا، مما يقلل من كمية العلكة المستهلكة بنهاية العلاج.

### اللاصقات
توفر اللاصقات امتصاصًا بطيئًا للنيكوتين في الدم خلال اليوم وتعمل لمدة 16 ساعة. يتم تطبيقها عادة في الصباح وإزالتها في وقت النوم.
تدعم اللصقة الإقلاع عن التدخين خلال برنامج مدته 12 أسبوعًا: 25 مجم من النيكوتين (25 مجم من النيكوتين على مدى 16 ساعة) لمدة ثمانية أسابيع (الخطوة 1)، 15 مجم من التصحيح لمدة أسبوعين (الخطوة 2)، 10 مجم من النيكوتين للأسبوعين الأخيرين (الخطوة 1). 3). يُنصح المدخنين الخفيفين (أقل من 10 سجائر يوميًا) بالبدء في الخطوة 2 (15 مجم) لمدة ثمانية أسابيع وتقليل الجرعة إلى 10 مجم خلال الأسابيع الأربعة الأخيرة.

## ميكروتاب(اقراص تحت اللسان)
يقوم ميكروتاب بتزويد الجسم بالنيكوتين عن طريق الفم. وهو يختلف عن العلكة لأنه بدلاً من مضغه يجب على المريض أن يسمح للقرص بالذوبان ببطء تحت اللسان (يذوب القرص في حوالي 20-30 دقيقة). الإجراء مشابه لـ 2 ملغ من علكة النيكوتين.
يتم استخدام ميكروتاب إما للإقلاع عن التدخين أو الحد من التدخين. للإقلاع عن التدخين الجرعة القياسية هي قرص واحد (2 ملغ) في الساعة للمرضى الذين يدخنون أقل من 20 سيجارة يوميا. عندما تكون الرغبة قوية يمكن تناول قرصين بدلا من قرص واحد. يحتاج معظم المرضى ما بين 8 إلى 24 قرصًا يوميًا. توصي وكالة تنظيم الأدوية ومنتجات الرعاية الصحية البريطانية بعدم تجاوز 40 قرصًا يوميًا. يجب إيقاف العلاج عندما يصل الاستهلاك اليومي إلى حوالي 1-2 حبة يوميًا.

### الرذاذ

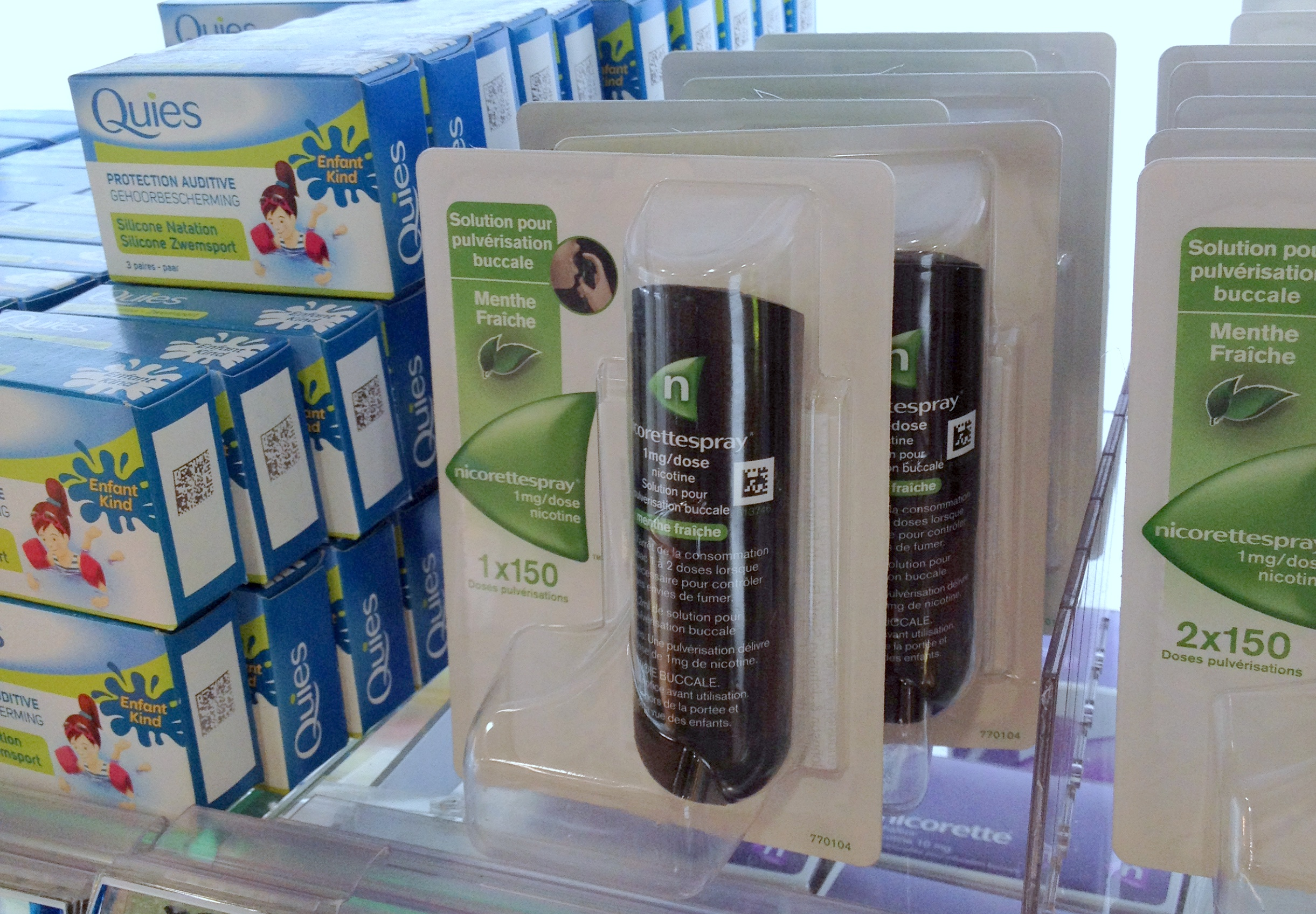
رذاذ نيكوريت في الصيدلية (فرنسا)

ويتوفر رذاذ من النيكوتين. وتدعم الأدلة المبدئية أنه أفضل من العلاج الوهمي. تقترح وكالة"ام اتش ار اي" (MHRA )عدم استخدام أكثر من بختين في المرة الواحدة، بما يصل إلى 4 بخات في الساعة، ولا يزيد عن 64 بخة خلال فترة 24 ساعة.

## تاريخ

### علكة النيكوتين
بدأت العلامة التجارية نيكوريت بعلكة النيكوتين التي تم تطويرها في هيلسينجبورج (السويد) بواسطة شركة (ليو اي بي)، التي أصبحت فيما بعد جزءًا من شركة " فارماسيا وأبجون". كان المنتج الأول من منتجات معالجة النيكوتين بالإعاضة  وحصل مخترعه( أوفي فيرنو) على ألقاب مثل "الأب المؤسس للعلاج الدوائي الحديث للتدخين".
في 12 ديسمبر 1967، تلقى فيرنو، نائب رئيس البحث والتطوير في (ليو اي بي)، بريدًا إلكترونيًا من صديقه الدكتور كلايس لوندجرين في قسم طب الطيران في المعهد الفسيولوجي بجامعة لوند، يقترح فيه تطوير بديل يتم تناوله عن طريق الفم لـ التبغ. وقد لاحظ هو وزميله ستيفان ليشتنيكرت كيف تحول الغواصات وأطقم الطيران من السجائر إلى مضغ التبغ والسعوط عندما لم يكن التدخين ممكنًا. واقترحوا أيضًا اسم المنتج "نيكوريت". بدأ فيرنو تجربة علكة النيكوتين في عام 1969، وتوقف عن التدخين بنفسه بعد عام واحد من استخدامها.
تم إنتاج أول علكة نيكوتين في شركة ليو اي بي في عام 1971. وكان الابتكار هو استخدام مبلمر التبادل الأيوني ( بولاكريليكس ) من أجل التحكم في معدل إطلاق النيكوتين أثناء المضغ. وأوضح فيرنو أن "وضع النيكوتين في العلكة ليس اختراعًا. إن تثبيت النيكوتين على مبلمر التبادل الأيوني ووضعه في العلكة لتمكين الممضغ من التحكم في معدل الإطلاق هو اختراع". في نفس العام، بدأ هاكان ويستلينج، أستاذ علم وظائف الأعضاء السريري في جامعة لوند، أولى التجارب السريرية على العلكة كوسيلة مساعدة للإقلاع عن التدخين في المستشفى الجامعي. تم تقديم النتائج التي توصل إليها في المؤتمر العالمي الثاني حول التدخين والصحة في لندن  وتم نشرها في عام 1973 في مجلة علم الأدوية النفسية مع مقال بقلم فيرنو.
تم تقديم علكة النيكوتين في المؤتمر العالمي الثالث للتدخين والصحة في نيويورك عام 1975، من قبل فيرنو بالشراكة مع الباحث البريطاني مايكل راسل من معهد الطب النفسي، الذي كان رائدا في قياس مستويات النيكوتين في الدم. انخرط راسل وزملاؤه في وحدة أبحاث الإدمان في معهد الطب النفسي في إجراء المزيد من الأبحاث حول علكة النيكوتين من خلال تجارب عشوائية محكومة بتمويل من مجلس البحوث الطبية البريطاني ووزارة الصحة والضمان الاجتماعي في المملكة المتحدة.
تم تسجيل نيكوريت كدواء في سويسرا في عام 1978، وفي كندا في عام 1979، وفي المملكة المتحدة في عام 1980. وتم تسجيله في السويد في عام 1981. في البداية رفضت وكالة المنتجات الطبية السويدية الموافقة على نيكوريت كدواء لأنها اعتبرت التدخين ليس إدمان وانما اختيار نمط الحياة؛ واعتبر المجلس الوطني السويدي للصحة والرعاية منتجات النيكوتين المستهلكة عن طريق الفم ليس دواءً بل مواد غذائية.
في 13 يناير 1984، تمت الموافقة على علكة نيكوريت من قبل إدارة الغذاء والدواء (الولايات المتحدة) بعد مراجعة استمرت 34 شهرًا. تم إحضاره إلى السوق الأمريكية بواسطة شركة ماريون ميريل داو بموجب ترخيص من اي بي ليو.
في عام 2016، كان هذا ثالث أكبر دواء مبيعًا بدون وصفة طبية يتم بيعه في بريطانيا العظمى، حيث بلغت مبيعاته 66.0 مليون جنيه إسترليني.

### منتج آخر

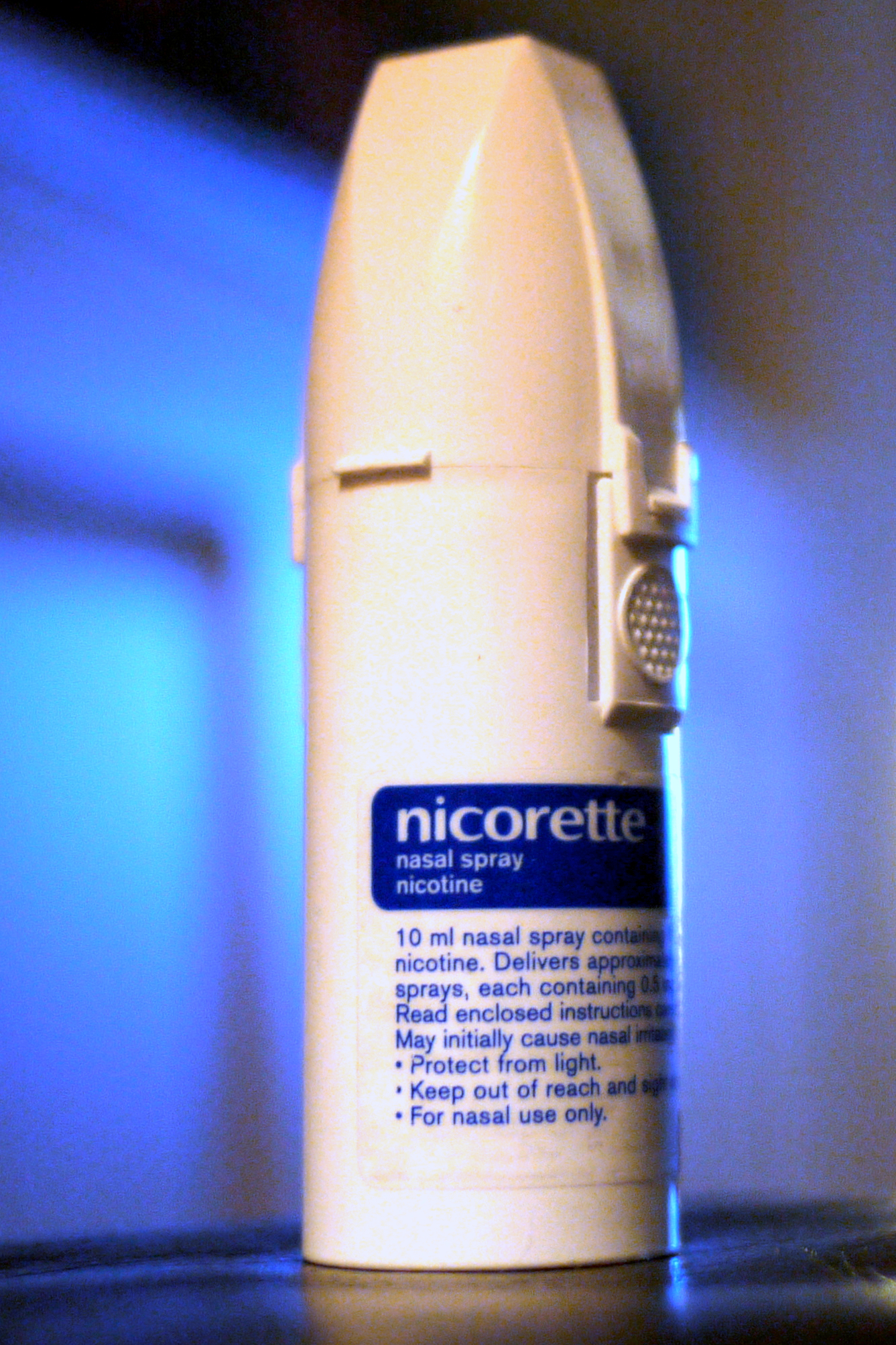
نيكوريت بخاخ للأنف.

تم طرح رقعة نيكوريت في الأسواق في عام 1991  ورذاذ الأنف في عام 1994.
في عام 1996، وافقت إدارة الغذاء والدواء الأمريكية على تحويل علكة نيكوريت ورقعة النيكوتين عبر الجلد من نيكوديرم سي كيو إلى وضع بدون وصفة طبية في الولايات المتحدة.
تم إطلاق جهاز الاستنشاق نيكوريت في عام 1996 ونيكوريت ميكروتاب (أقراص تحت اللسان) في عام 1999.
في عام 2002، غيرت إدارة الغذاء والدواء الأمريكية حالة المعينات إلى وصفة طبية في الولايات المتحدة.

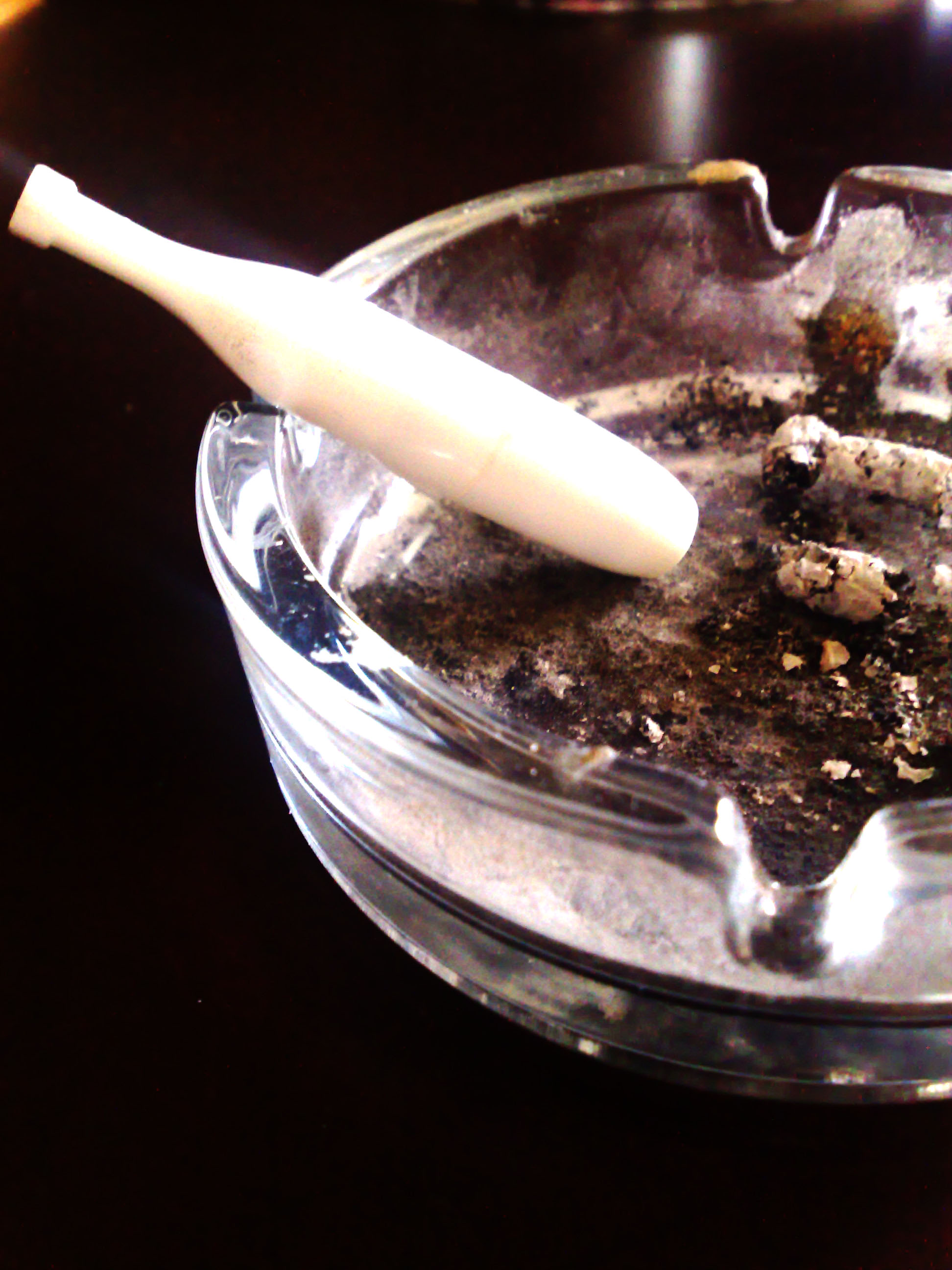
جهاز استنشاق نيكوريت

في عام 2004، أطلقت نيكوريت النعناع، أول علكة نيكوتين مغلفة. طبقة خارجية تحتوي على بديل السكر (إكسيليتول) ونكهة تخفي طعم النيكوتين. في عام 2005، قدمت نيكوريت علكة النعناع المنعش.
في ديسمبر 2008، قدمت نيكوريت لصقة نيكوتين جديدة شبه شفافة تحت الاسم التجاري "إنفيزيباتش". وكما ذكرت وكالة تنظيم الأدوية ومنتجات الرعاية الصحية في المملكة المتحدة، بالإضافة إلى هذه اللصقة الأكثر سرية لتشجيع امتثال العملاء بشكل أفضل، تم استخدام لصقات نيكوريت الجديدة عبر الجلد. تم تطويرها من أجل: تقليل حجم التصحيح؛ إضافة جرعة أعلى تبلغ 25 ملغ من النيكوتين إلى الجرعات المتوفرة سابقًا وهي 5 و10 و15 ملغ؛ وزيادة نسبة النيكوتين المتوفر بيولوجيا).
في عام 2009، قدمت نيكوريت علكة " أبيض جليدي " لتبييض الأسنان  و"نيكوريت مينتولمينت"، وهي علكة ذات طعم منثول أكثر ليونة.
في نهاية نوفمبر 2010، قدمت شركة نيكوريت بخاخ الفم (كويك ماست) 1 ملغ ، والذي يوفر امتصاصًا سريعًا للنيكوتين أكثر من أقراص الاستحلاب أو العلكة.
في يناير 2011، أطلقت شركة نيكوريت المملكة المتحدة تطبيق (اكتيف ستوب) للهاتف المحمول لنظام (iOS) والذي يتميز بإعداد الأهداف وقائمة الرغبات والانحرافات ومشاركة الإنجازات والمعلومات والألعاب.

## الاتصالات التجارية

### رعاية سباق اليخوت
ترعى شركة نيكوريت سباقات اليخوت منذ عام 1993  عندما اشتركت مع لودي إنجفال، وهو فنلندي أنشأ فريقًا لغير المدخنين في عام 1991.
تم طرد شركات التبغ من الرياضات البرية بسبب التشريعات التي منعتهم من الترويج لأنفسهم في الرياضات الأخرى... لقد أدركوا جميعًا أن رياضة اليخوت تجري في المياه الدولية، بموجب إطار قانوني مختلف تمامًا، وبدأوا جميعًا في رعاية اليخوت... لقد كنت شعرت بالغضب الشديد عندما بدأت اليخوت (التي تحمل أسماء شركات التبغ) في الوصول إلى مكان الحادث... اعتقدت أنه من الظلم أنهم كانوا يستخدمون رياضتي. إنها رياضة خضراء، إنها رياضة صحية... إنها ليست رياضة يمكن اختطافها.
-  في مقال.
في عام 1995، تم منع فريق نيكوريت من المشاركة في سباق كيب إلى ريو، الذي ترعاه شركة التبغ روثمانز. واحتج قبطان "نيكوريت" على القرار، قائلاً إن "روثمانز خائف من القارب ونمط الحياة الصحي الذي يسعى إلى الترويج له". واعترف متحدث باسم اللجنة المنظمة للسباق لاحقاً بأن اليخت مُنع لأنه اعتبر ليكون المنتج في منافسة مع منتج الراعي. وفي نفس العام فاز اليخت بسباق (فاست نت).
في عام 1997، حطم اليخت الرقم القياسي أحادي الهيكل عبر المحيط الأطلسي، حيث غطى الطريق من مدينة نيويورك إلى ليزارد بوينت (بريطانيا العظمى) في 11 يومًا. فاز الجيلان الثاني والثالث من اليخت بسباق سيدني إلى هوبارت لليخوت في عامي 2000 و2004.

### رعاية سباق السيارات

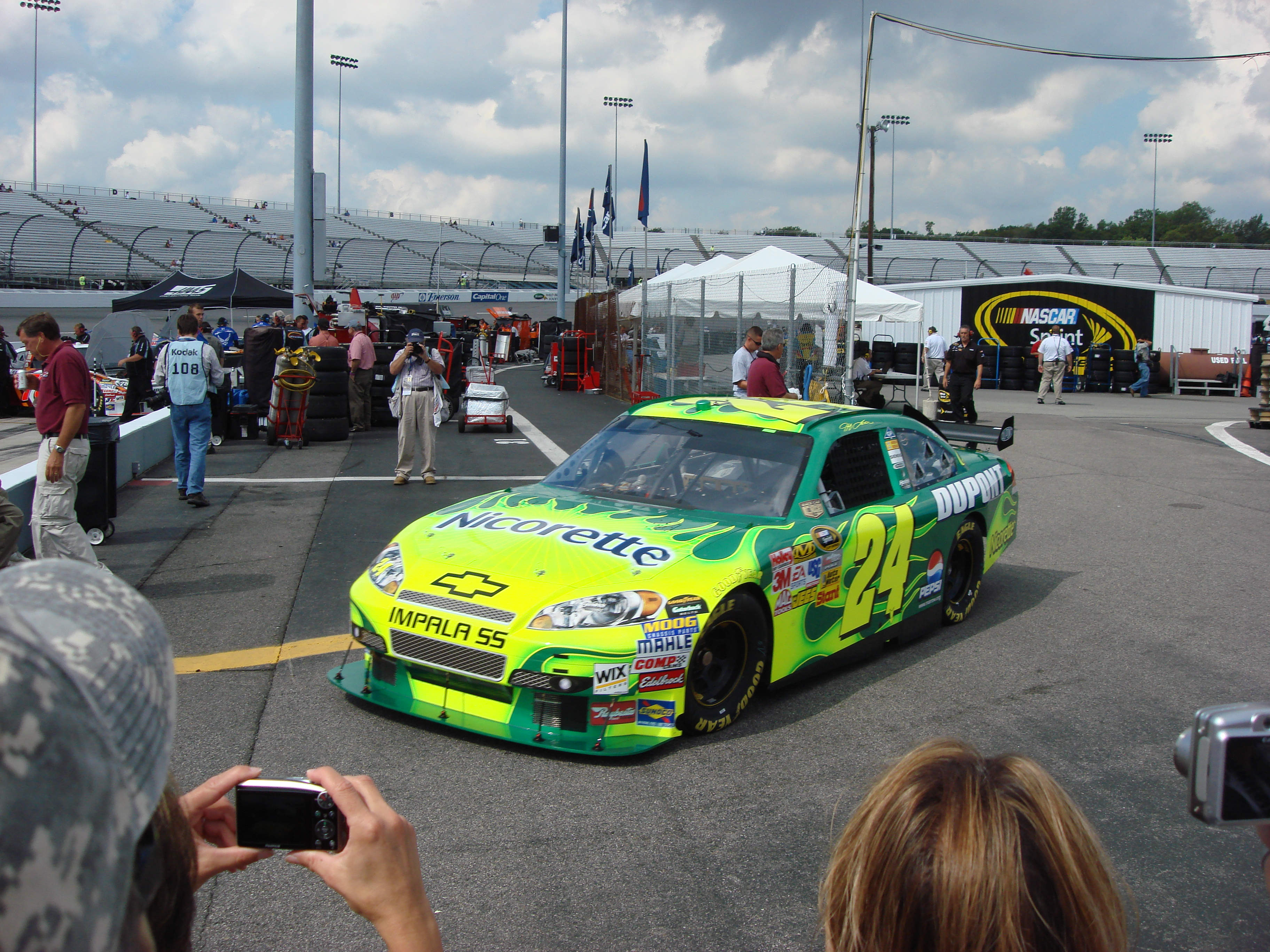
جيف جوردون نيكوريت ريتشموند 2008.

سيارة السباق جيف جوردون نيكوريت دوبونت
خلال التسعينيات، قامت شركة نيكوريت (جلاكسو سميث كلاين) برعاية دينيس فيتولو (مدخن سابق) في سباق بايتون كوين وجائزة ميامي الكبرى.
في عام 2005، دخلت العلامة التجارية في رعاية سباق ناسكار مع كيسي ميرز. منذ عام 2006، تقوم شركة نيكوريت برعاية شركة ( هندريك موتورسبورتس) بسيارة جيف جوردون.
كما تدير العلامة التجارية أيضًا برنامج (نيكوريت كويت كرو) لمساعدة المتسابقين على الإقلاع عن التدخين.
أفيد أن العلامة التجارية تدعم سباقات السيارات لأن مشجعي ( ناسكار) هم من المدخنين الشرهين.